# 花増幸二
花増 幸二（はなます こうじ、1955年5月29日 - ）は、鹿児島県川内市（現：薩摩川内市）出身の元プロ野球選手（投手）・コーチ。

## 経歴
鹿児島玉龍高校では1年次の1971年、夏の甲子園に吉重敏信（早大）の控え投手として出場。準々決勝で桐蔭学園に完封負けを喫し、自身の登板機会は無かった。3年次の1973年には夏の県大会で準決勝に進出するが、鹿児島商に敗退。
高校卒業後は1974年に鹿児島大学へ進学し、九州地区大学野球選手権大会では2年次の1975年に優勝。体育の教員免許を取得するも、4年次の1977年オフにドラフト外で日本ハムファイターズへ入団。国立大学出身選手ということで話題となるが、一軍登板が無いまま1980年限りで現役を引退。
引退後は日本ハムで二軍トレーニングコーチ（1981年 - 1983年, 1985年, 1998年 - 1999年）・二軍コーチ補佐（1984年）・一軍トレーニングコーチ（1986年 - 1997年, 2000年 - 2002年）、退団後は韓国に渡り、三星トレーニングコーチ（2004年 - 2009年）→ハンファトレーニングコーチ（2010年 - 2012年）→起亜トレーニングコーチ（2013年 - 2014年）を務めた。帰国後の2015年より徳島県立鳴門渦潮高等学校のコーチに就任。

## 詳細情報

### 年度別投手成績
- 一軍公式戦出場なし

### 背番号
- 56 （1978年 - 1979年）
- 74 （1980年 - 2002年）
- 78 （2010年 - 2012年）
- 87 （2013年 - 2014年）